# Aleksandr Chivadze
Aleksandr Gabrielis dze Chivadze ou simplesmente Aleksandre Chivadze - respectivamente, em russo, Александр Габриэлович Чивадзе e, em georgiano, ალექსანდრე გაბრიელის ძე ჩივაძე (Klukhori (atual Karachayevsk), 8 de abril de 1955) é um ex-futebolista georgiano, nascido na Rússia.

## Carreira

### Clubes
Nasceu na atual cidade russa de Karachayevsk, na Carachai-Circássia, que até 1957 era parte da então RSS da Geórgia.
Jogou apenas por um clube, o Dínamo Tbilisi, o principal clube da Geórgia, de 1974 a 1987. Participou da conquista do segundo campeonato soviético do clube (a equipe georgiano a conquistar tal título), em 1978, e também da conquista da Recopa Européia de 1981, que fez este Dínamo igualar o feito do clube homônimo de Kiev como único clube da União Soviética a ganhar um torneio oficial de clubes.

### Seleção
A grande fase do Dínamo fez com que ele e outros três colegas da equipe fossem à Copa do Mundo de 1982. Chivadze tornou-se o segundo único georgiano a capitanear a seleção soviética, sucedendo Murtaz Khurtsilava (que jogou os mundias de 1966 e 1970). Chivadze marcou um dos gols no empate em 2 a 2 com a Escócia, que classificou a URSS para a segunda fase, onde a equipe seria enfim eliminada no saldo de gols pela Polônia.
Chivadze, que já havia conquistado o bronze nas Olimpíadas de 1980, participaria também da Copa de 1986, sendo agora o único georgiano da equipe, e um ano depois encerraria a carreira. Após a independência de seu país, tornou-se técnico da seleção georgiana nos anos 90.